# Apogon leptacanthus
Apogon leptacanthus es una especie de pez de la familia de los apogónidos en el orden de los perciformes.

## Morfología
Los machos pueden llegar a alcanzar los 6 cm de longitud total.

## Distribución geográfica
Se encuentran desde el Mar Rojo hasta Samoa, Tonga, las Islas Ryukyu, Nueva Caledonia y Micronesia.